# Don't Break the Oath
Don't Break the Oath (tradotto letteralmente Non infrangere il giuramento) è il secondo album della band heavy metal danese Mercyful Fate pubblicato nel 1984 dall'etichetta discografica Roadrunner Records.

## Il disco
Questo album, ritenuto da alcuni il capolavoro della band di Copenaghen, prosegue sullo stile del precedente Melissa, aumentandone la componente più "oscura" con atmosfere molto cupe. Tecnicamente i brani sono sempre su livelli altissimi, soprattutto grazie al lavoro dei due chitarristi, chiaramente influenzati da Glenn Tipton e K.K. Downing. Il bassista Timi Hansen si è ispirato a Steve Harris e Geezer Butler. I Mercyful Fate, influenzati dalla NWOBHM, rielaborano la lezione dei loro ispiratori Judas Priest e Iron Maiden, unendone la teatralità gotica e oscura di Alice Cooper.
Queste influenze sono facilmente riscontrabili durante l'ascolto, dove King Diamond impreziosisce come al solito il lavoro con la sua voce caratteristica, un ardito ed originale mix artistico fra Alice Cooper, Rob Halford e Ian Gillan.
La copertina raffigura un teschio con corna di caprone avvolto nelle fiamme, che punta minacciosamente il dito scheletrico sull'ascoltatore.
Le atmosfere oscure e maligne di questo disco avranno una grande influenza sul black metal e sul gothic metal.

## Tracce
1. A Dangerous Meeting
2. Nightmare
3. Desecration of Souls
4. Night of the Unborn
5. The Oath
6. Gypsy
7. Welcome Princess of Hell
8. To One Far Away
9. Come to the Sabbath
10. Death Kiss (bonus track presente solo nella ristampa))

## Formazione
- King Diamond - voce
- Hank Shermann - chitarra
- Michael Denner - chitarra
- Timi Grabber Hansen - basso
- Kim Ruzz - batteria